# Oulad Ayyad
Oulad Ayyad  (in arabo أولاد عياد‎?) è un centro abitato e comune rurale del Marocco situato nella provincia di Taounate, regione di Fès-Meknès. Conta una popolazione di 9 566 abitanti (censimento 2014).